# Campeonato de Costa Rica en Ruta
El Campeonato de Costa Rica en Ruta son dos carreras ciclistas tanto masculina como femenina que corresponden al torneo nacional del calendario de ciclismo en ruta.
Siempre disputada entre los meses de junio y julio, se creó en 1979 cuando se realizó por primera vez, posteriormente se retomó en el 2001; el campeonato nacional de ruta se realiza de manera ininterrumpida desde el 2003.
La Federación Costarricense de Ciclismo es la organizadora de dicha prueba.

## Palmarés

### Masculino
| \| Año \| Ganador \| País \| Equipo \| \| 2014 \| - \| Costa Rica \| - \| \| 2013 \| Paul Betancourt \| Costa Rica \| - \| \| 2012 \| Pablo Mudarra \| Costa Rica \| - \| \| 2011 \| Juan Manuel Mata \| Costa Rica \| - \| \| 2010 \| Henry Raabe Mendes \| Costa Rica \| - \| \| 2009 \| Henry Raabe Mendes \| Costa Rica \| - \| \| 2008 \| Alexander Sánchez Calderon \| Costa Rica \| - \| \| 2007 \| Juan Carlos Rojas Villegas \| Costa Rica \| - \| \| 2006 \| Henry Raabe Mendes \| Costa Rica \| - \| \| 2005 \| Paulo Vargas Barrantes \| Costa Rica \| - \| \| 2004 \| Carlos Salazar Solorzano \| Costa Rica \| - \| \| 2003 \| Marconi Duran Montoya \| Costa Rica \| - \| \| 2001 \| Luis Morera \| Costa Rica \| - \| \| 1979 \| David Fonseca \| Costa Rica \| - \| |                            |            |        |
| Año | Ganador                    | País       | Equipo |
| 2014 | -                          | Costa Rica | -      |
| 2013 | Paul Betancourt            | Costa Rica | -      |
| 2012 | Pablo Mudarra              | Costa Rica | -      |
| 2011 | Juan Manuel Mata           | Costa Rica | -      |
| 2010 | Henry Raabe Mendes         | Costa Rica | -      |
| 2009 | Henry Raabe Mendes         | Costa Rica | -      |
| 2008 | Alexander Sánchez Calderon | Costa Rica | -      |
| 2007 | Juan Carlos Rojas Villegas | Costa Rica | -      |
| 2006 | Henry Raabe Mendes         | Costa Rica | -      |
| 2005 | Paulo Vargas Barrantes     | Costa Rica | -      |
| 2004 | Carlos Salazar Solorzano   | Costa Rica | -      |
| 2003 | Marconi Duran Montoya      | Costa Rica | -      |
| 2001 | Luis Morera                | Costa Rica | -      |
| 1979 | David Fonseca              | Costa Rica | -      |

### Más victorias en la General Masculina
| Ciclista           | Victorias | Años             |
| ------------------ | --------- | ---------------- |
| Henry Raabe Mendes | 3         | 2006, 2009, 2010 |